# Parc du manoir de Träskända
Le parc du manoir de Träskända (en finnois : Träskändan kartanopuisto est un parc situé dans le quartier de Järvenperä à Espoo en Finlande,.

## Description
Le parc entourant le manoir de Träskända est un parc paysager préservé d'une taille exceptionnelle.
Le parc du manoir de Träskända est un environnement culturel et historique de valeur nationale et l'une des plus anciennes réserves naturelles d'Espoo.
Les valeurs culturelles et historiques sont combinées avec les vieux arbres du parc du manoir et plusieurs espèces rares d'arbres et d'arbustes, ainsi que la faune.
La construction du parc du manoir a commencé dès le XVIIIe siècle, mais le parc a pris son aspect actuel avec Aurora Karamzin au milieu du XIXe siècle.
Le parc du manoir de Träskända a été protégé en tant que réserve naturelle en 1961.
Le parc du manoir est l'un des parcs historiques les plus importants de Finlande.
À côté du bâtiment principal, par exemple, se trouvent les toilettes impériales, qui ont été construites pour la visite de l'empereur de Russie et grand-duc de Finlande, Alexandre II le 16 septembre 1863.
Le parc du manoir de Träskända est une zone de loisirs en plein air populaire .
Deux chemins d'environ un kilomètre de long font le tour du parc de l'ancien manoir et présentent la culture des jardins et la nature luxuriante du bocage de l'ancien manoir.
Plus de 30 espèces d'arbres et d'arbustes sont présentés le long du parcours par des plaques signalétiques.

## Vues du parc

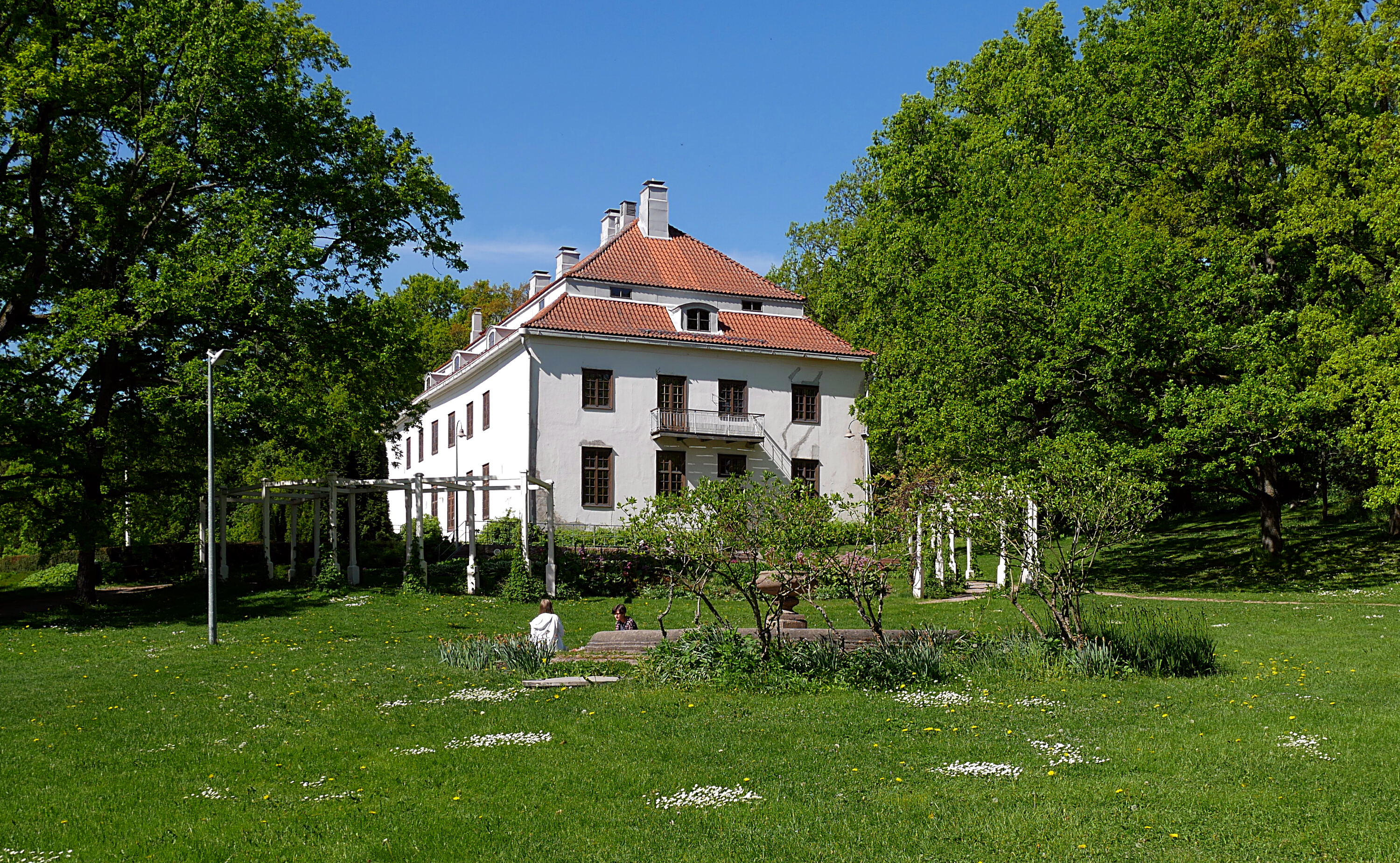
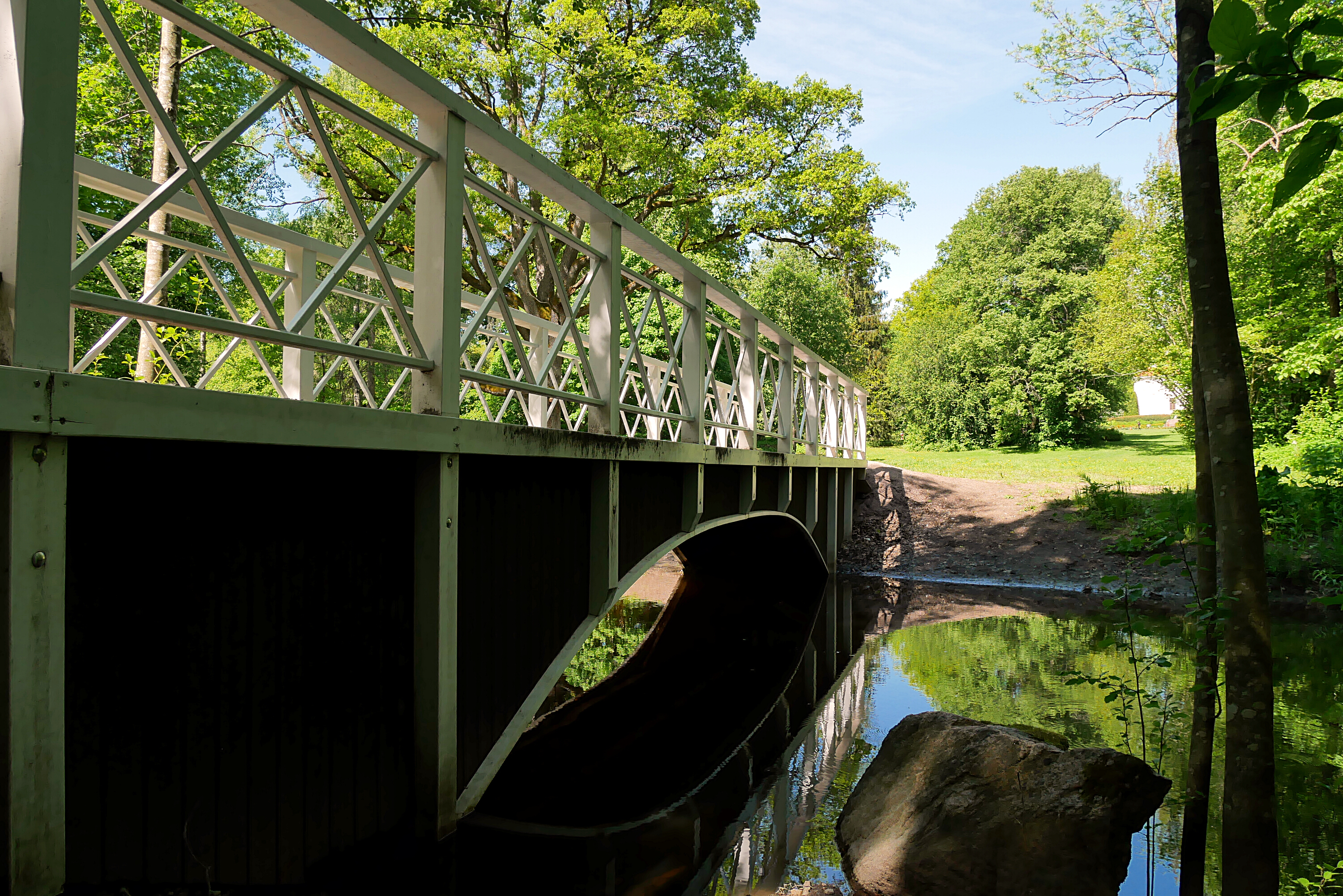
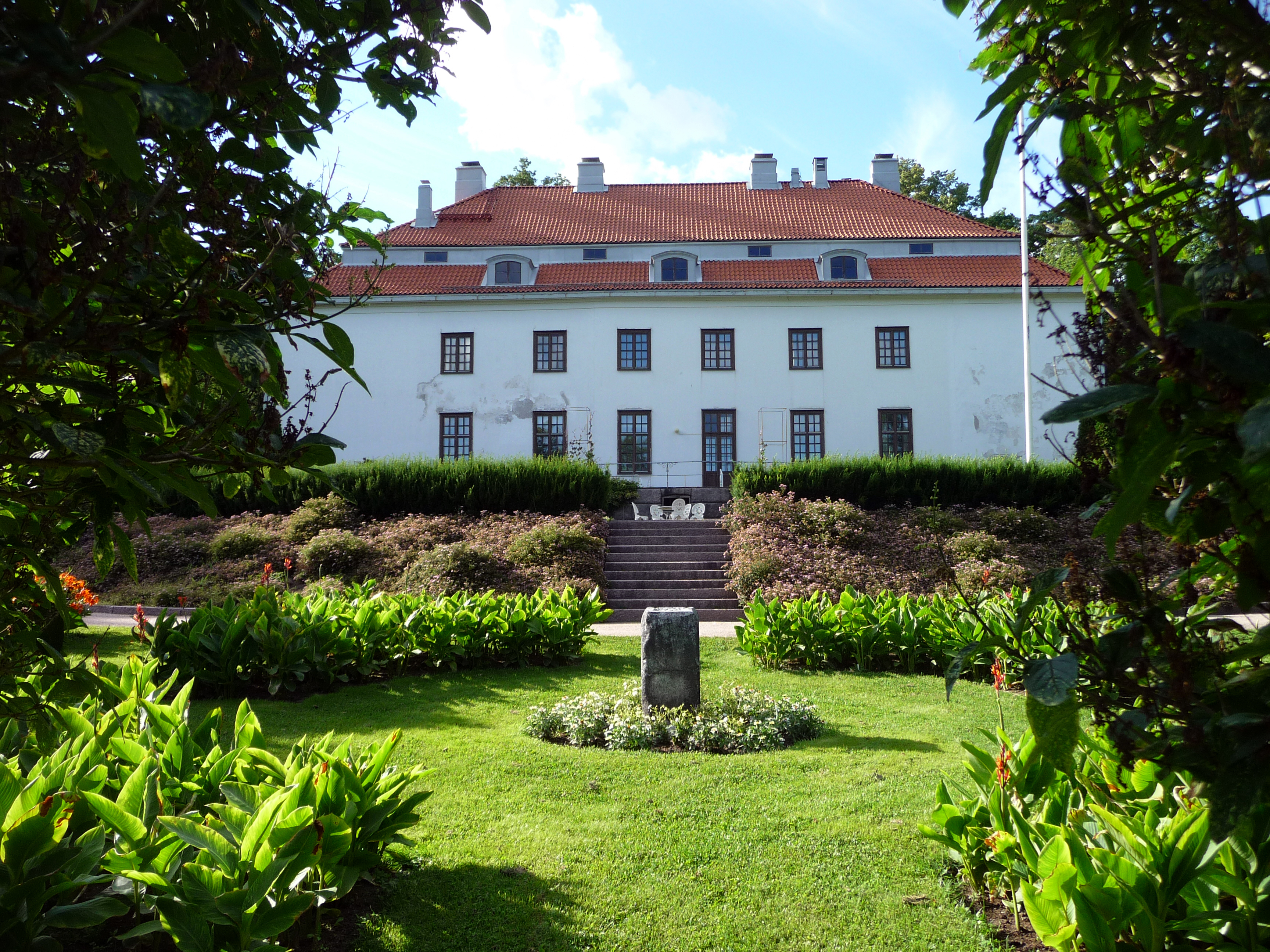